# 宇治站 (京阪)
宇治站（日语：／ Uji eki */?）是一個位於京都府宇治市宇治乙方，屬於京阪電氣鐵道宇治線的鐵路車站。車站編號為KH77。

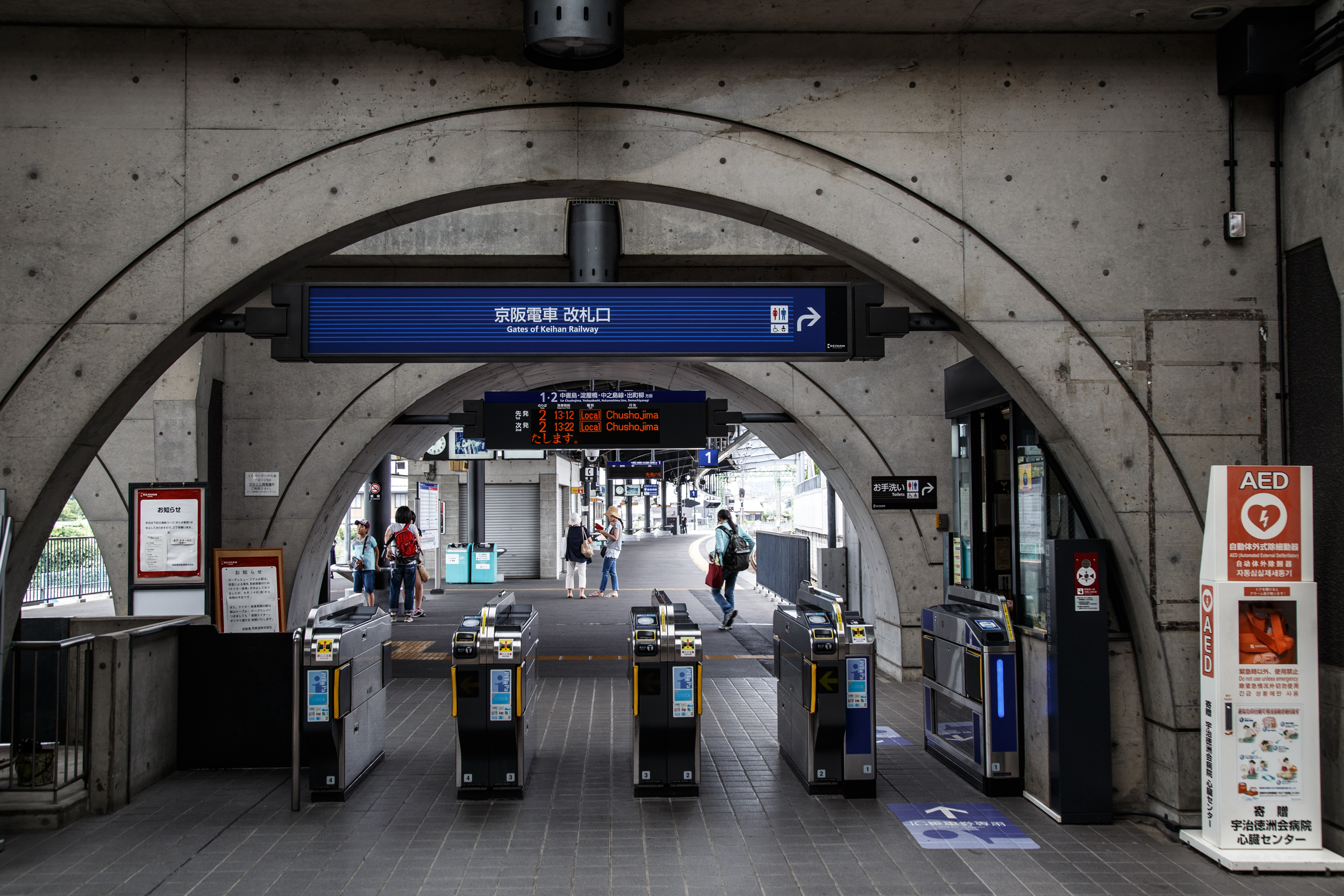
驗票口（2015年8月）

## 歷史
- 1913年（大正2年）6月1日 - 隨著京阪宇治線開通，本站作為宇治線的終點站開業[1]。
- 1914年（大正3年）9月5日 - 開始貨物運輸[2]。
- 1943年（昭和18年）10月1日 - 由於公司合併，成為京阪神急行電鐵（阪急電鐵）的車站。
- 1949年（昭和24年）12月1日 - 由於公司分離，成為京阪電氣鐵道的車站。
- 1964年（昭和39年）7月29日 - 廢止3號月台[1]。
- 1967年（昭和42年）5月28日 - 開始使用列車運行管理系統 (PTC)。
- 1995年（平成7年）
  - 6月17日 - 隨著站前再開發，車站移轉到現在的地點[3]。
- 1996年（平成8年）10月1日 - 新車站得到好設計獎。
- 1997年（平成9年）8月5日 - 作為社有地有效利用的一環，車站複合型商業設施─京阪宇治大樓開業[1]。
- 2000年（平成12年）9月19日 - 入選第1回「近畿車站百選」。
- 2016年（平成28年）10月31日 - 站內設置電子資訊看板[4]。
- 2017年（平成29年）
  - 8月26日 - 車站大樓內設置遊客服務中心[5]。
  - 12月22日 - 車站內設置外幣兌換機[6]。

## 車站構造
港灣式月台1面2線的地面車站，在終點設有油壓式止衝擋。設有一個驗票口。

### 月台配置
| 月台 | 路線   | 目的地                              |
| ---- | ------ | ----------------------------------- |
| 1・2 | 宇治線 | 往 中書島、淀屋橋、中之島線、出町柳 |

## 使用狀況
近年的使用人次如下表。
| 年度   | 調査日 上下車人次 | 1日平均 上車人次 |
| ------ | ----------------- | ---------------- |
| 2001年 | 6,461             | 3,408            |
| 2002年 | 5,507             | 2,879            |
| 2003年 | 5,526             | 2,995            |
| 2004年 | 5,902             | 3,063            |
| 2005年 | 5,529             | 2,841            |
| 2006年 | 5,299             | 2,830            |
| 2007年 | 6,061             | 2,809            |
| 2008年 | 5,816             | 3,022            |
| 2009年 | 5,353             | 2,797            |
| 2010年 |                   | 2,989            |
| 2011年 |                   | 2,773            |
| 2012年 |                   | 2,696            |
| 2013年 |                   | 2,838            |
| 2014年 |                   | 3,578            |
| 2015年 |                   | 3,320            |
| 2016年 |                   | 2,532            |
| 2017年 |                   | 2,800            |
| 2018年 |                   | 2,838            |

## 車站周邊
- 宇治橋
- 縣神社
- 宇治上神社
- 宇治市源氏物語博物館
- 興聖寺
- 塔之島
- 平等院
- 通圓茶屋
- 宇治公民館

## 公車路線
設有公車站「京阪宇治站」，可搭乘京都京阪巴士。
| 系統                 | 目的地           | 主要行經地       | 備註                           | 營運公司     |
| -------------------- | ---------------- | ---------------- | ------------------------------ | ------------ |
| 21                   | 京阪淀站         | 近鐵大久保       |                                | 京都京阪巴士 |
| 22A                  | 久御山團地       | 近鐵大久保       |                                | 京都京阪巴士 |
| 27                   | 近鐵大久保       | 城南莊           |                                | 京都京阪巴士 |
| 40                   | 宇治文化中心     |                  |                                | 京都京阪巴士 |
| 40A                  | JR宇治站         |                  |                                | 京都京阪巴士 |
| 40・40A              | 明星町3丁目      |                  |                                | 京都京阪巴士 |
| 41A                  | 菟道高校         | 森本             |                                | 京都京阪巴士 |
| 41・44・45           | 太陽之丘         |                  | 41・45會經過琵琶台3丁目        | 京都京阪巴士 |
| 44A・45A             | 太陽之丘大門前   |                  |                                | 京都京阪巴士 |
| 103・250・250A       | 黄檗站           | 森本             |                                | 京都京阪巴士 |
| 180・180B            | 維中前           | 太陽之丘大門前   | 180B會經過琵琶台3丁目          | 京都京阪巴士 |
| 182                  | 綠苑坂           | 太陽之丘大門前   |                                | 京都京阪巴士 |
| 184                  | 宇治田原工業團地 | 太陽之丘大門前   |                                | 京都京阪巴士 |
| 240・240A・250・250A | 近鐵大久保       | 琵琶台・植物公園 | 240A・250A會經過立命館宇治高校 | 京都京阪巴士 |

## 相鄰車站
京阪電氣鐵道
 宇治線
三室戶（KH76）－宇治（KH77）

## 外部連結
- 宇治 - 京阪電氣鐵道